# Râul Valea Mare (Constanța)
Râul Valea Mare este un curs de apă, afluent al Dunării. 

## Hărți
- Harta Județului Constanța